# Olavi Kalela
Eino Antero Olavi Kalela, född 25 mars 1908 i Helsingfors, död där 22 maj 1974, var en finländsk zoolog. Han var kusin till Aarno Kalela.
Kalela blev filosofie doktor 1951. Han var 1940–1957 kustos vid Helsingfors universitets zoologiska museum och innehade 1957–1970 en personell extra ordinarie professur i zoologi.
Kalelas vetenskapliga produktion behandlade främst orsakerna till förändringar i faunan och frågor rörande de små däggdjuren. Han tog initiativ till och grundade Helsingfors universitets biologiska station vid Kilpisjärvi.